# Ilosaari (ö i Norra Karelen, Joensuu, lat 62,64, long 30,21)
Ilosaari är en ö i Finland. Den ligger i sjön Saarilampi och i kommunen Kontiolax i den ekonomiska regionen  Joensuu ekonomiska region  och landskapet Norra Karelen, i den sydöstra delen av landet, 400 km nordost om huvudstaden Helsingfors. Öns area är 0,3 hektar och dess största längd är 70 meter i sydväst-nordöstlig riktning.